# Tephrosia nicaraguensis
Tephrosia nicaraguensis är en ärtväxtart som beskrevs av Oerst.. Tephrosia nicaraguensis ingår i släktet Tephrosia och familjen ärtväxter. Inga underarter finns listade i Catalogue of Life.